# Condado de Cheshire (Nova Hampshire)
O Condado de Cheshire é um dos 10 condados do estado norte-americano de Nova Hampshire. A sede do condado é Keene, que é também a sua maior cidade.
O condado tem uma área de 1 888 km², dos quais 57 km² estão cobertos por água, uma população de 73 825 habitantes, e uma densidade populacional de 40 hab/km² (segundo o censo nacional de 2000).
O condado foi fundado em 1769 e o seu nome é uma homenagem a Cheshire, Inglaterra.

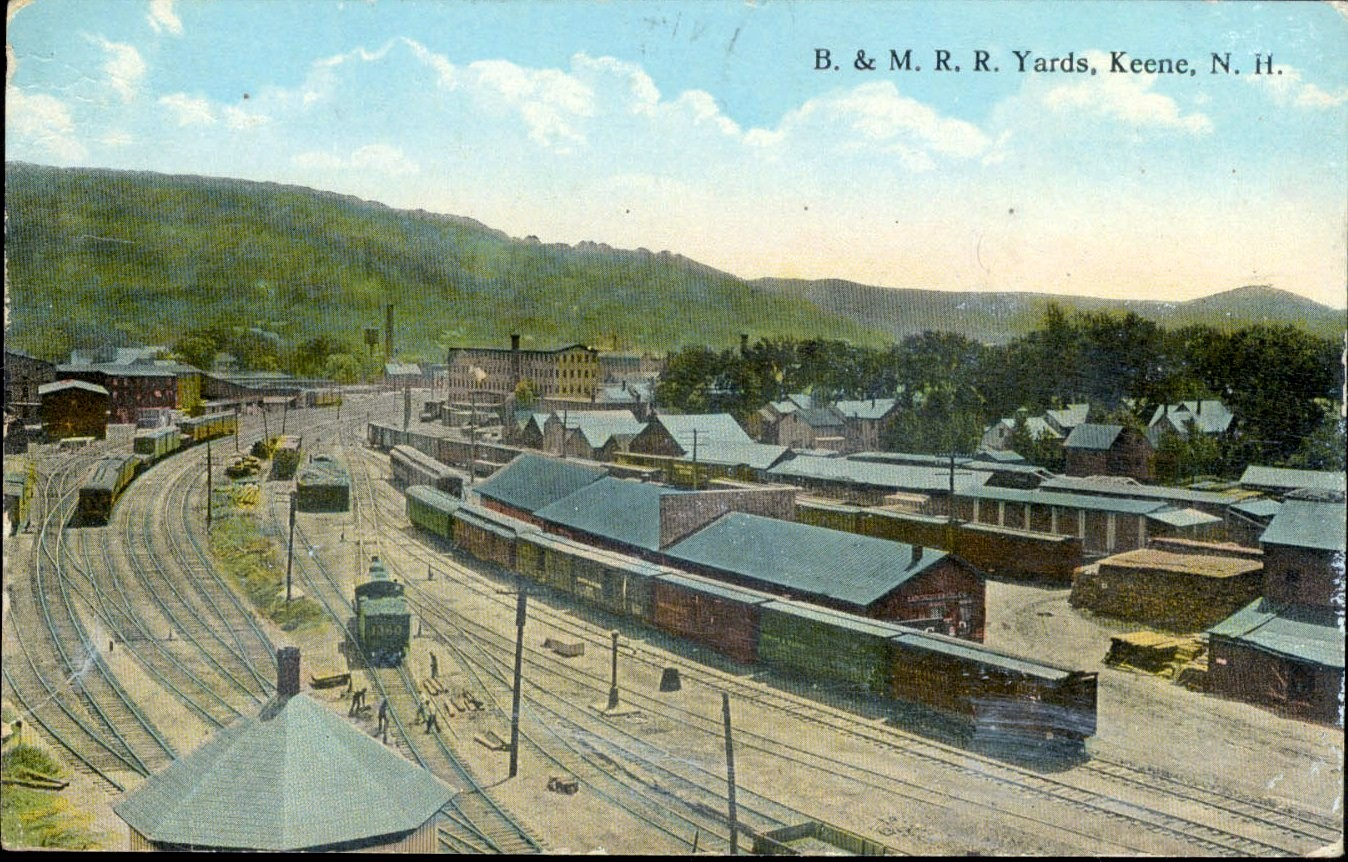
Postal ilustrando o caminho-de-ferro de Boston e Maine em Keene, condado de Cheshire, Nova Hampshire, c. 1916